# 88 Tauri
88 Tauri è un complesso sistema stellare multiplo visibile nella costellazione del Toro. Di magnitudine 4,25, dista 174 anni luce dalla Terra ed è composto da sei stelle.

## Osservazione
Si tratta di una stella situata nell'emisfero celeste boreale, ma molto in prossimità dell'equatore celeste; ciò comporta che possa essere osservata da tutte le regioni abitate della Terra senza alcuna difficoltà e che sia invisibile soltanto nelle aree più interne del continente antartico. Nell'emisfero nord invece appare circumpolare solo molto oltre il circolo polare artico. Essendo di magnitudine 4,25, la si può osservare anche dai piccoli centri urbani senza difficoltà, sebbene un cielo non eccessivamente inquinato sia maggiormente indicato per la sua individuazione.
I mesi migliori per l'osservazione di questa stella sono quelli in cui il Sole si trova nella parte opposta dell'eclittica, cioè quelli che corrispondono all'inverno boreale. In particolare, i mesi più favorevoli per la sua osservazione sono dicembre e gennaio, ma è comunque osservabile, anche se non sempre per l'intera notte, nel periodo che va da ottobre ad aprile; da entrambi gli emisferi il periodo di visibilità rimane indicativamente lo stesso, grazie alla posizione della stella non lontana dall'equatore celeste.

## Caratteristiche del sistema
Il sistema di 88 Tauri ha una struttura molto simile a quella della brillante Castore (α Geminorum), anch'esso costituito da 3 coppie di stelle a loro volta binarie spettroscopiche.
La componente A è quadrupla ed è formata da due coppie di stelle, le cui singole componenti vengono denominate Aa1, Aa2 e Ab1, Ab2. Aa è composta da due stelle che ruotano una attorno all'altra in un periodo di soli 3,57 giorni, a una distanza di 0,0689 UA. Le due componenti hanno masse di 2,36 e 1,36 M⊙, quindi la più massiccia è una stella bianca di sequenza principale di tipo spettrale A2Vm, con la "m" che sta a significare che si tratta di una stella Am, o stella a linee metalliche. La compagna è probabilmente una stella di classe F7.
La coppia Ab è formata da due stelle simili tra loro e poco più massicce del Sole, con le masse che sono 1,07 e 1,06 volte quella solare. Queste due componenti hanno un periodo orbitale di 7,89 giorni tra di loro e un semiasse maggiore di 0,0997 UA, mentre in relazione alla coppia Aa il periodo attorno al baricentro del sistema è di 18 anni. Sia il sistema di Aa che quello di Ab hanno eccentricità orbitali nulle o comunque molto basse
88 Tauri B è una coppia di stella di magnitudine 7,9, anch'essa binaria spettroscopica, che dista 70 secondi d'arco da A e impiega circa 70.000 anni a ruotare attorno al centro di massa del sistema. Ba, la principale di questa coppia, ha una massa del 20% superiore a quella solare ed è di classe F8V, mentre la compagna, Bb, è una piccola nana rossa con una massa di almeno 0,15 M⊙.